# Geratal
Geratal é um município da Alemanha, situado no distrito de Ilm-Kreis, no estado da Turíngia. Tem 82,33 km² de área, e sua população em 2019 foi estimada em 8.884 habitantes. Foi formado em 1 de janeiro de 2019, após a fusão dos antigos municípios de Frankenhain, Geraberg, Geschwenda, Gossel, Gräfenroda e Liebenstein.